# Anagrus dalhousieanus
Anagrus dalhousieanus är en stekelart som beskrevs av Mani och Saraswat 1973. Anagrus dalhousieanus ingår i släktet Anagrus och familjen dvärgsteklar. Inga underarter finns listade i Catalogue of Life.